# Solanum cardiophyllum
Solanum cardiophyllum är en potatisväxtart som beskrevs av John Lindley. Solanum cardiophyllum ingår i släktet skattor som ingår i familjen potatisväxter. Inga underarter finns listade i Catalogue of Life.